# Jaguar I-Pace
Jaguar I-Pace je čistě elektrický kompaktní crossover/SUV vyráběný britskou automobilkou Jaguar od roku 2018 ve Štýrském Hradci v Rakousku. Koncept vozu představila automobilka v roce 2016 a o dva roky došlo na autosalonu v Ženevě na odhalení sériové verze. První vozy Jaguar doručil zákazníkům ve druhé polovině roku 2018. Cena v Česku začíná na 2 113 870 korunách včetně DPH.

## Specifikace
Historicky první elektromobil od Jaguaru obsahuje baterii o kapacitě 90 kWh, jež zajišťuje dojezd až 470 km dle cyklu WLTP. Baterii je možné s nabíjecím výkonem 100 kW nabít do 80 % za 45 minut. Jaguar I-Pace využívá dva elektromotory, každý pro jednu nápravu, které dohromady poskytují výkon 400 koní (300 kW), což umožňuje zrychlení z nuly na sto za 4,8 sekundy. Jaguar nabízí I-Pace ve třech výbavových variantách; S, SE a HSE.

## Galerie

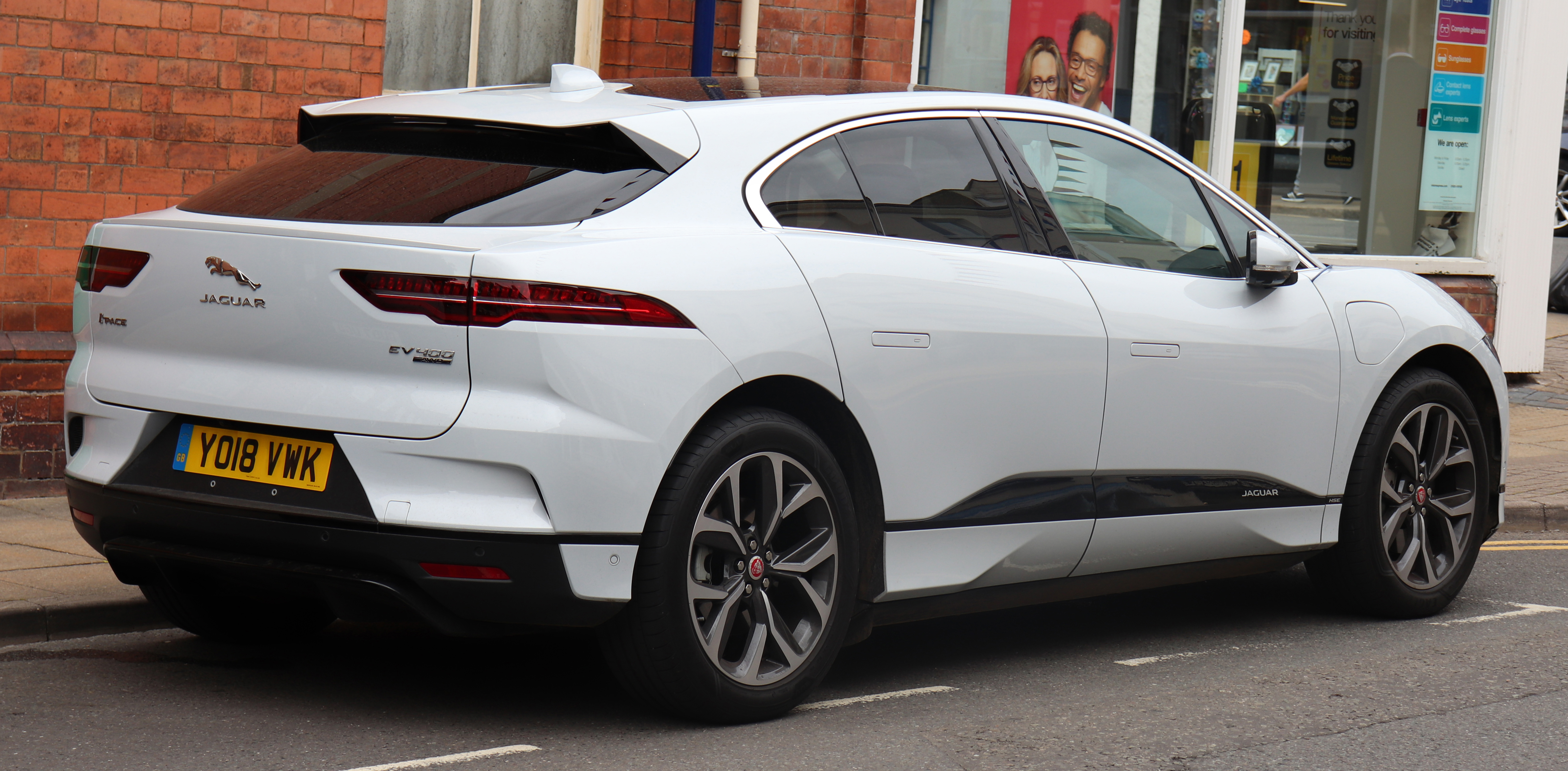
Pohled zezadu
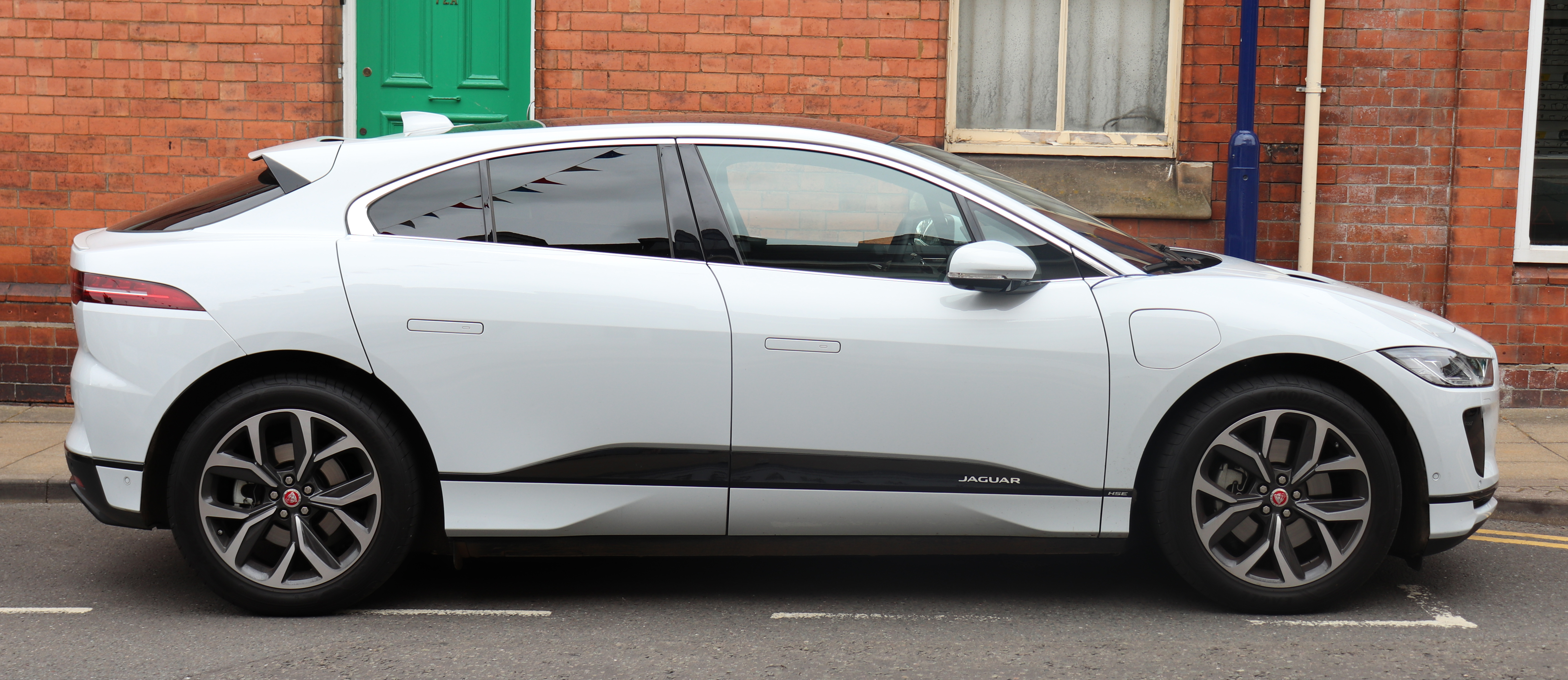
Boční pohled
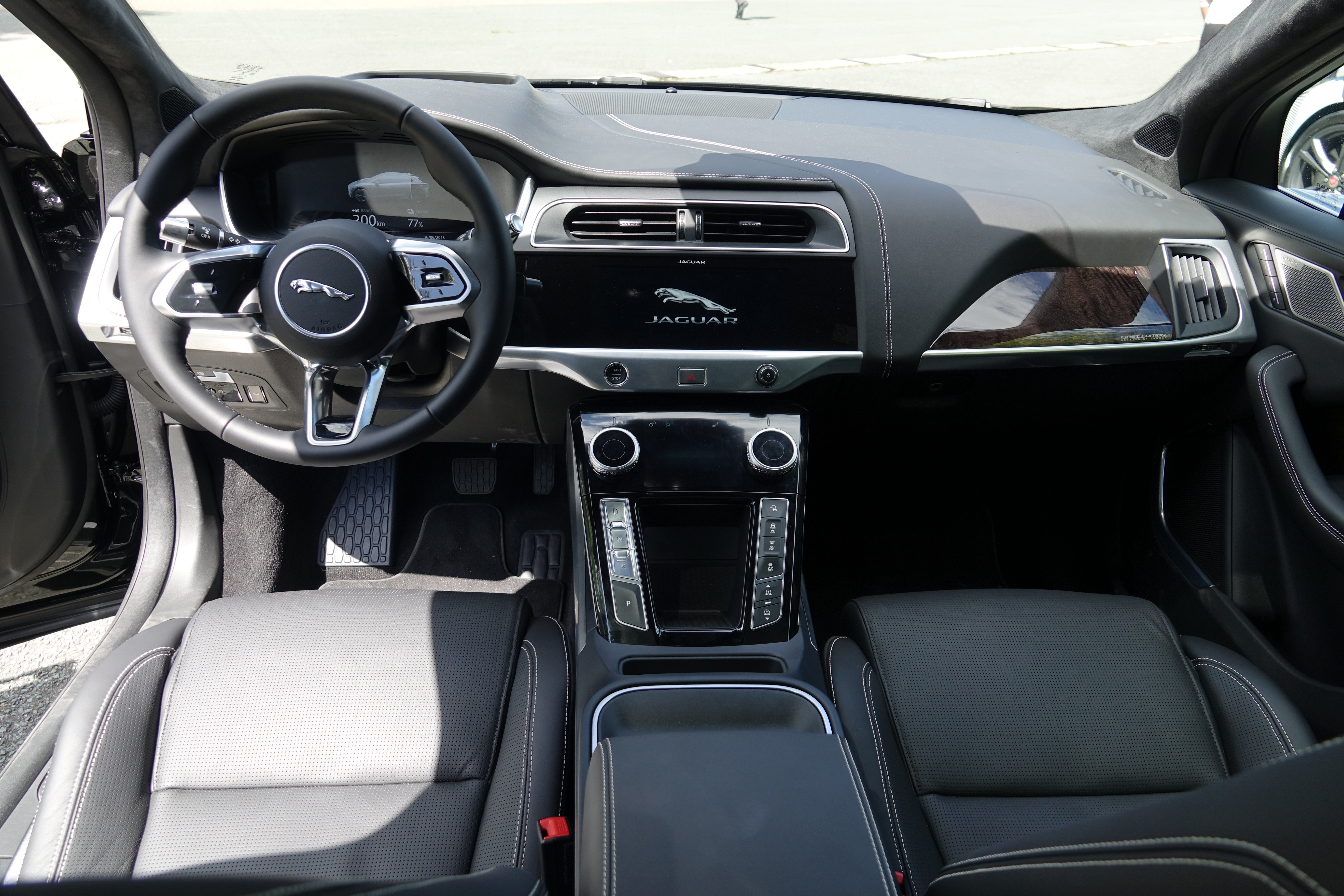
Interiér